# Cantharis kambaitiensis
Cantharis kambaitiensis es una especie de coleóptero de la familia Cantharidae.

## Distribución geográfica
Habita en Birmania.